# Filmografia de Ingrid Bergman
Esta é a lista completa de trabalhos realizados pela atriz sueca Ingrid Bergman.

## Filmes
| Ano   | Filme                                                | Titulo em Inglês               | Papel                             | Notas |
| 1930  | 1930                                                 | 1930                           | 1930                              | 1930  |
| ----- | ---------------------------------------------------- | ------------------------------ | --------------------------------- | ----- |
| 1932  | Landskamp                                            |                                | Girl Waiting in Line              |       |
| 1935  | Munkbrogreven                                        | The Count of the Monk's Bridge | Elsa Edlund                       |       |
| 1935  | Bränningar                                           | Ocean Breakers                 | Karin Ingman                      |       |
| 1935  | Swedenhielms                                         | Swedenhielms Family            | Astrid                            |       |
| 1935  | Valborgsmässoafton                                   | Walpurgis Night                | Lena Bergström                    |       |
| 1936  | På solsidan                                          | On the Sunny Side              | Eva Bergh                         |       |
| 1936  | Intermezzo (1936)                                    |                                | Anita Hoffman                     |       |
| 1938  | Dollar                                               |                                | Julia Balzar                      |       |
| 1938  | Die Vier Gesellen                                    | The Four Companions            | Marianne Kruge                    |       |
| 1938  | En kvinnas ansikte                                   | A Woman's Face                 | Anna Holm, aka Anna Paulsson      |       |
| 1939  | En enda natt                                         | Only One Night                 | Eva Beckman                       |       |
| 1939  | Intermezzo (1939)                                    |                                | Anita Hoffman                     |       |
| 1940  |                                                      |                                |                                   |       |
| 1940  | Juninatten                                           | June Night                     | Kerstin Norbäc — aka Sara Nordanå |       |
| 1941  | Adam Had Four Sons                                   |                                | Emilie Gallatin                   |       |
| 1941  | Rage in Heaven                                       |                                | Stella Bergen Monrell             |       |
| 1941  | Dr. Jekyll and Mr. Hyde (1941)                       |                                | Ivy Peterson                      |       |
| 1942  | Casablanca                                           |                                | Ilsa Lund                         |       |
| 1943  | For Whom the Bell Tolls                              |                                | María                             |       |
| 1943  | Swedes in America                                    |                                | Ela mesma                         |       |
| 1944  | Gaslight                                             |                                | Paula Alquist Anton               |       |
| 1945  | Spellbound (filme)                                   |                                | Dr. Constance Petersen            |       |
| 1945  | Saratoga Trunk                                       |                                | Clio Dulaine                      |       |
| 1945  | The Bells of St. Mary's                              |                                | Sister Mary Benedict              |       |
| 1946  | American Creed                                       |                                | Ela mesma                         |       |
| 1946  | Notorious (filme de 1946)                            |                                | Alicia Huberman                   |       |
| 1948  | Arch of Triumph                                      |                                | Joan Madou                        |       |
| 1948  | Joan of Arc                                          |                                | Joan of Arc                       |       |
| 1949  | Under Capricorn                                      |                                | Lady Henrietta Flusky             |       |
| 1950  |                                                      |                                |                                   |       |
| 1950  | Stromboli, terra di Dio                              | Stromboli                      | Karen                             |       |
| 1952  | Europa '51                                           | The Greatest Love              | Irene Girard                      |       |
| 1953  | Siamo donne                                          | We, the Women                  | Ela mesma                         |       |
| 1954  | Viaggio in Italia                                    | Journey to Italy               | Katherine Joyce                   |       |
| 1954  | La Paura                                             | Fear                           | Irene Wagner                      |       |
| 1954  | Giovanna d'Arco al rogo                              | Joan of Arc at the Stake       | Giovanna d'Arco                   |       |
| 1956  | Elena and Her Men                                    | Elena and Her Men              | Princess Elena Sokorowska         |       |
| 1956  | Anastasia                                            |                                | Anna Koreff / Anastasia           |       |
| 1958  | Indiscreet                                           |                                | Anna Kalman                       |       |
| 1958  | The Inn of the Sixth Happiness                       |                                | Gladys Aylward                    |       |
| 1960  |                                                      |                                |                                   |       |
| 1961  | Goodbye Again                                        | Goodbye Again                  | Paula Tessier                     |       |
| 1961  | Auguste                                              | Kolka, My Friend               | Cameo                             |       |
| 1964] | The Visit                                            |                                | Karla Zachanassian                |       |
| 1964  | The Yellow Rolls-Royce                               |                                | Gerda Millett                     |       |
| 1967  | Stimulantia                                          |                                | Mathilde Hartman                  |       |
| 1969  | Cactus Flower                                        |                                | Stephanie Dickinson               |       |
| 1970  |                                                      |                                |                                   |       |
| 1970  | Henri Langlois                                       |                                | Ela mesma                         |       |
| 1970  | A Walk in the Spring Rain                            |                                | Libby Meredith                    |       |
| 1973  | From the Mixed-Up Files of Mrs. Basil E. Frankweiler |                                | Mrs. Frankweiler                  |       |
| 1974  | Murder on the Orient Express                         |                                | Greta Ohlsson                     |       |
| 1976  | A Matter of Time                                     |                                | Countess Sanziani                 |       |
| 1978  | Höstsonaten                                          | Autumn Sonata                  | Charlotte Andergast               |       |

## Televisão

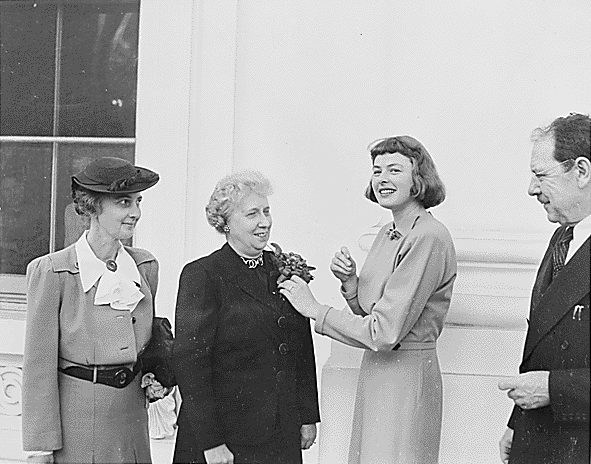
Ingrid Bergman e Bess Truman.

| Ano   | Produção                                               | Papel               | Notas |
| ----- | ------------------------------------------------------ | ------------------- | ----- |
| 1959  | Startime: The Turn of the Screw                        | Governess           |       |
| 1961  | 24 Hours in a Woman's Life                             | Clare Lester        |       |
| 1963  | Hedda Gabler                                           | Hedda Gabler        |       |
| 1966  | The Human Voice                                        | Unnamed (monologue) |       |
| 1977  | Great Performances: Childhood                          | Host                |       |
| 1979  | The American Film Institute Salute to Alfred Hitchcock | Ela Mesma           |       |
| 1982] | A Woman Called Golda                                   | Golda Meir          |       |